# Oligodon inornatus
Espèce
Synonymes
- Simotes inornatus Boulenger, 1914

Statut de conservation UICN

 LC  : Préoccupation mineure
Oligodon inornatus est une espèce de serpent de la famille des Colubridae.

## Répartition
Cette espèce se rencontre au Cambodge et dans l'est de la Thaïlande.

## Description
L'holotype de Oligodon inornatus, un mâle, mesure 580 mm dont 90 mm pour la queue. Son dos est brun pâle et sa face ventrale jaunâtre.

## Étymologie
Son nom d'espèce, du latin inornatus, « sans parure », lui a été donné en référence à sa coloration uniforme.

## Publication originale
- Boulenger, 1914 : Descriptions of new reptiles from Siam. Journal of the Natural History Society of Siam, vol. 1, p. 67-70 (texte intégral).